# Diplophos pacificus
Diplophos pacificus är en fiskart som beskrevs av Günther, 1889. Diplophos pacificus ingår i släktet Diplophos och familjen Gonostomatidae. Inga underarter finns listade i Catalogue of Life.